# Victor Orsel
André Jacques Victor Orsel (Oullins, Francia, 25 de mayo de 1795 - París, 30 de noviembre de 1850) fue un pintor francés. Estudiante con Pierre Révoil en Lyon, más tarde con Pierre-Narcisse Guérin en París, pasó ocho años en la Villa Médici de Roma (1822–30), donde trabajó en la órbita de pintores como Johann Friedrich Overbeck y el movimiento de los Nazarenos. Copió a los 'primitivos' italianos, dejando que su pincel creara nuevos caminos.

## Biografía

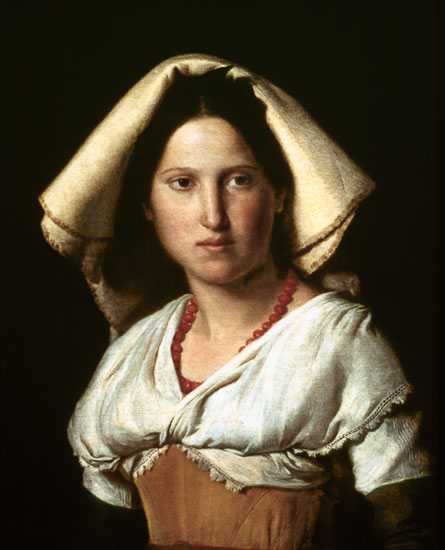
Vittoria Caldoni, por Victor Orsel. Museo de Bellas Artes de Lyon.

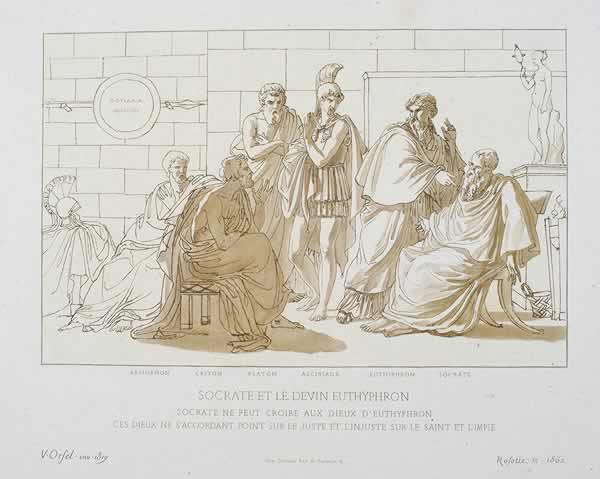
Sócrates y Eutifrón, por Victor Orsel. Barnard Castle, Bowes Museum.

Victor Orsel fue sucesivamente alumno de Pierre Révoil en la École Nationale Supérieure des Beaux-arts de Lyon. en 1809 et de Pierre-Narcisse Guérin en París. Tras su paso por París, marchó a Roma, donde fue nombrado director de la villa Médicis. Allí pasó ocho años, de 1822 a 1830. Su trabajo se acerca a la obra del alemán Johann Friedrich Overbeck y al grupo de los Nazarenos,, y hasta copia deliberadamente a los 'primitivos' italianos, buscando un arte arcaizante.
En 1823 envió a Lyon el cuadro titulado La Charité et les Pauvres, que ganó la medalla de oro en la exposición del año. De regreso a Francia, aceptó de la ciudad de París la decoración de la iglesia de Nuestra Señora de Loreto de París, con su amigo Alphonse Périn, tomando ambos como asistente a Michel Dumas. Por el espacio que se le asignó, escogió ilustrar las letanías de la Virgen, divididas en sesenta cuadros. Allí pasó los últimos diecisiete años de su vida.. Sus obras más famosas son Le Bien et le Mal (Museo de Bellas Artes de Lyon) y el Voto del cólera, adornando la parte superior de la puerta principal de la Basílica Notre-Dame de Fourvière, en Lyon.

Comme il le disait lui-même avec un rare bonheur d'expression, il voulait “BAPTISER L'ART GREC.” Baptiser l'art grec, c'est-à-dire mettre l'âme dans cette forme si belle, si tranquille, si lumineusement sereine, qui semble inaccessible aux souffrances & aux misères humaines, & sous laquelle ces dieux de marbre jouissent “de la plénitude de leur immortalité” comme dit le grand poète de Weimar.
Théophile Gautier« La Chapelle de la Vierge à Notre-Dame-de-Lorette », in Moniteur Universel du 15 avril 1854.

## Colecciones públicas
- Lyon, basílica Notre-Dame de Fourvière : La Ville de Lyon sauvée du choléra, óleo.[11]
- Museo de Bellas Artes de Lyon :
  - Malade couché, óleo.[12]
  - Vittoria Caldoni, óleo.[13]
  - Agar, 1820, óleo.[14]
  - Adam et Eve auprès du corps d'Abel, c. 1824, óleo.[15]
  - Le Bien et le Mal, c. 1829, óleo.[16]
  - Moïse sauvé des eaux, 1830, óleo,,[17] medalla de primera clase en 1831.[18]
  - Moïse présenté à Pharaon, óleo.
  - Tête de Jean Baptiste, avant 1851, óleo.[19]
  - Tête de la ville de Lyon, avant 1851, óleo.[20]
- Lyon, Église Saint-Nizier : La Transfiguration.[21]
- París, Departamento de Arts graphiques del Museo del Louvre :
  - Consolatrix afflictorum - La Vierge consolatrice des affligés, dibujo.[22]
  - Haeresis - L'Hérésie, dibujo.[23]
  - Jeune fille agenouillée, dibujo.[24]
  - Luctus - La Douleur, dibujo.[25]
  - Femme voilée, dibujo.[26]
  - Trois têtes de femmes, dibujo.[27]
  - Têtes d'ange, dibujo.[28]
  - Têtes d'enfant, dibujo.[29]
  - Tête de Vierge, de face, dibujo.[30]
  - Tête de jeune fille, dibujo.[31]
  - Tête de jeune fille et cinq études de mains, dibujo.[32]
  - La pécheresse, grabado.[33]
  - Portrait d'homme, grabado.[34]
  - Un chemin conduisant au lac de Némi, grabado.[35]
  - Saint Barthélemy et saint Pierre, d'après un tableau de Academia de Pisa, dibujo.[36]
  - Libido - Le désir, c. 1845-1849, dibujo.[37]
  - Mors - La Mort, c. 1845-1849, dibujo.[38]
  - Salus infirmorum - La Vierge consolatrice des malades, c. 1845-1849, dibujo.[39]
- Saint-Étienne, iglesia Saint-Louis (antiguo convento de Minimes) : vidriera del coro, en colaboración con Gabriel Tyr y Hippolyte Flandrin.[40]

## Alumnos
Orsel formó a numerosos artistas, entre los que destacamos a Louis Stanislas Faivre-Duffer (1818-1897), Louis Janmot et Gabriel Tyr..